# Памятник стратфордским мученикам
Мемориал стратфордских мучеников (англ. Stratford Martyrs Memorial) — мемориал в память о мучениках, которые были казнены или подвергнуты пыткам в Стратфорде (Лондон) во время религиозных преследований в ходе католицизации Английского королевства во время правления Марии I Тюдор. 
Средства на сооружения памятника были собраны по публичной подписке. Открыт 2 августа 1879 года на кладбище Святого Иоанна в Стратфорде (Лондон) на месте сожжения на костре протестантских мучеников 27 июня 1556 года.
Проект разработал Дж. Т. Ньюманом. Состоит из богато украшенной шестиугольной колонны, увенчанной 12-гранным шпилем, высотой около 20 м. На одной стороне колонны установлена рельефная терракотовая плита, с изображением иллюстрации сожжения Стратфордских мучеников из «Книги мучеников» Джона Фокса (1563). На других панелях указаны имена 13 мучеников.
Мемориал внесен в Список национального наследия Англии.

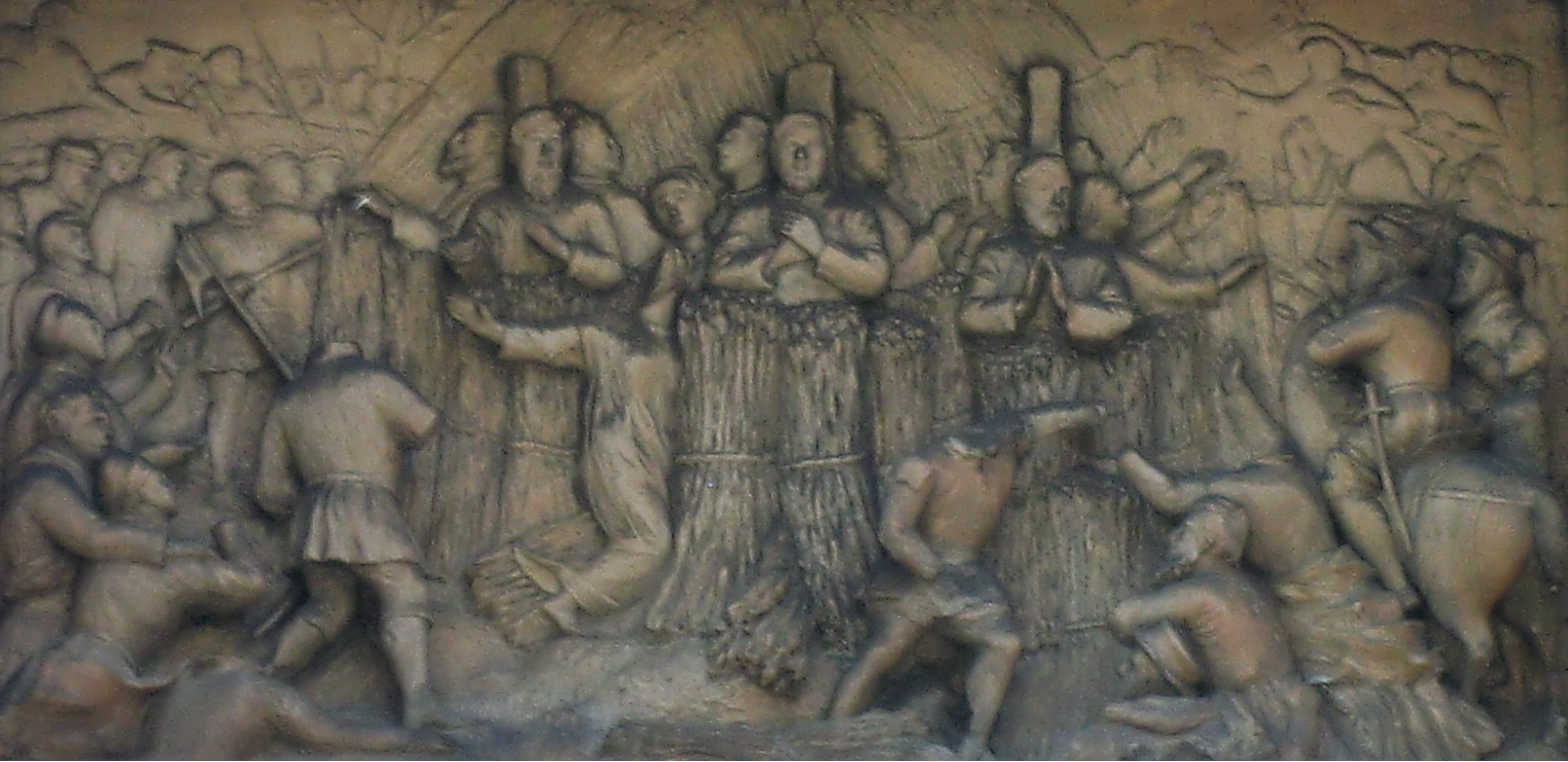
Фриз на мемориале Стратфордских мучеников
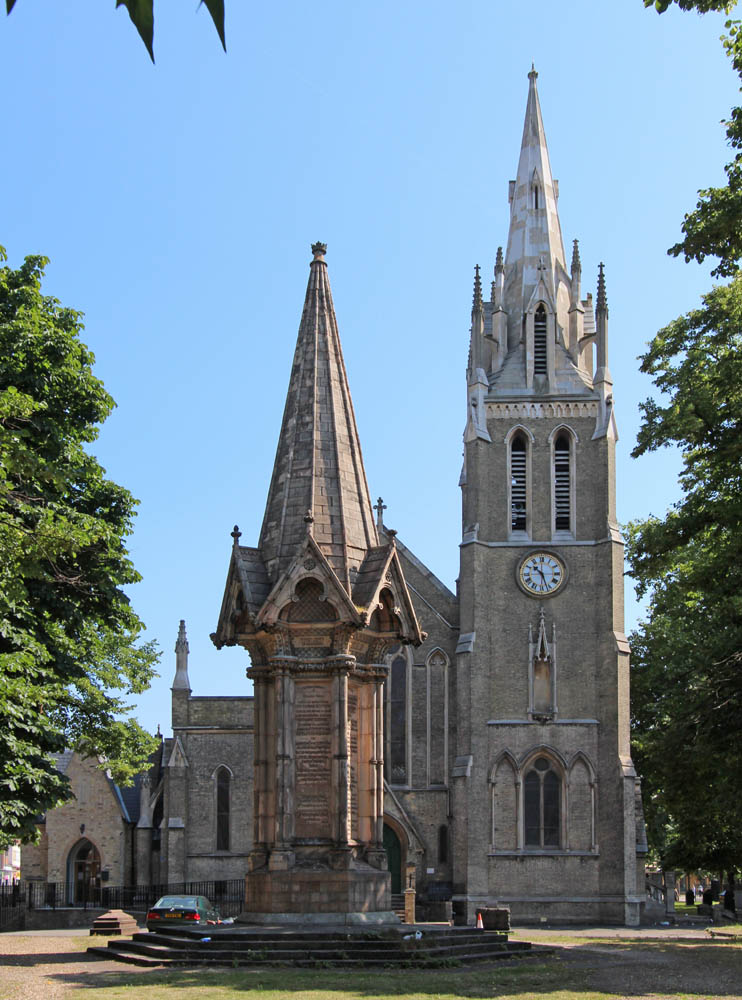
Мемориал мучеников в Стратфорде ныне (на заднем плане — церковь Святого Иоанна Крестителя)
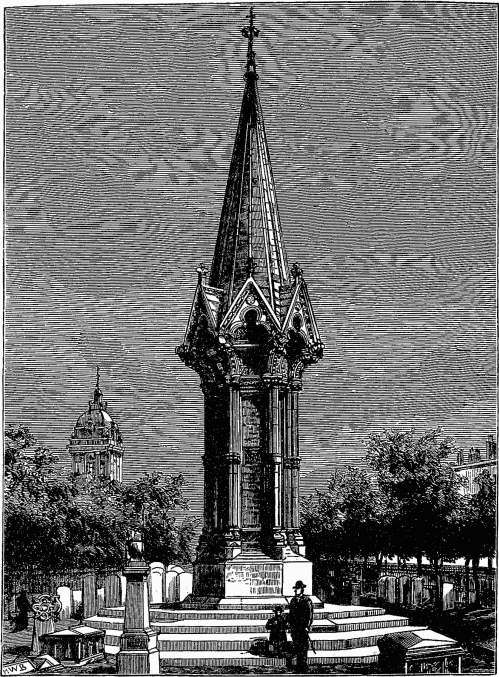
Мемориал мучеников в Стратфорде на гравюре XIX века